# Шарий, Анатолий Иванович
Анатолий Иванович Шарий (род. 21 ноября 1936, с. Кшеевка) — советский и украинский живописец, член Национального союза художников Украины, заслуженный художник Украины (2012).

## Биография
Родился 21 ноября 1936 года в селе Кшеевка Днепропетровской области.
В 1964 году окончил Днепропетровское художественное училище.
С 1966 года — участник многочисленных художественных выставок.
В 1972 году окончил Львовский полиграфический институт имени Фёдорова. Преподавателями были Г. Чернявский, В. Хитриков и О. Крылов.
С 1984 года является членом Национального союза художников Украины.
С 2012 года — Заслуженный художник Украины.